# 里博河
46°11′59″N 8°37′00″E / 46.19969°N 8.61668°E

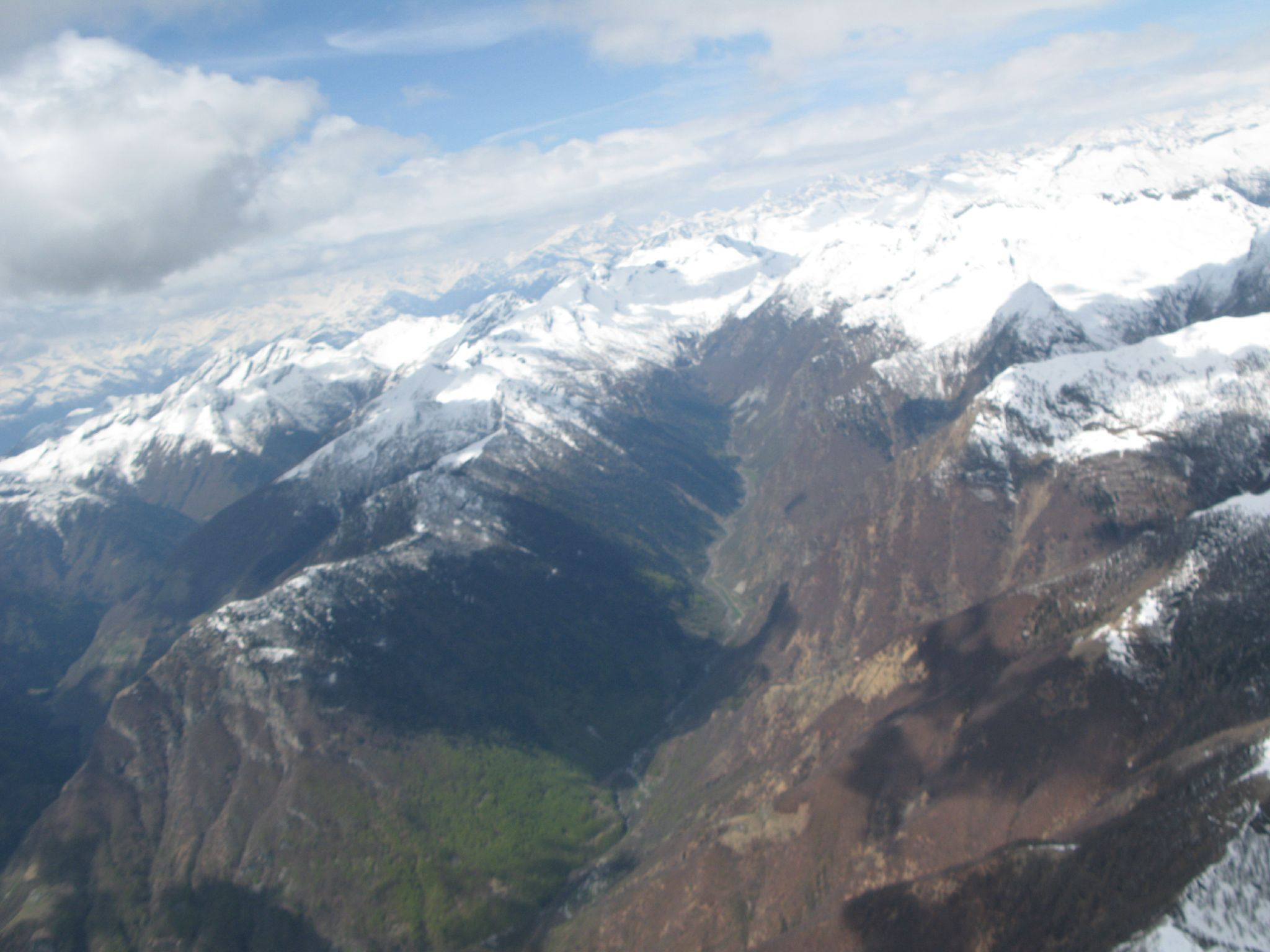

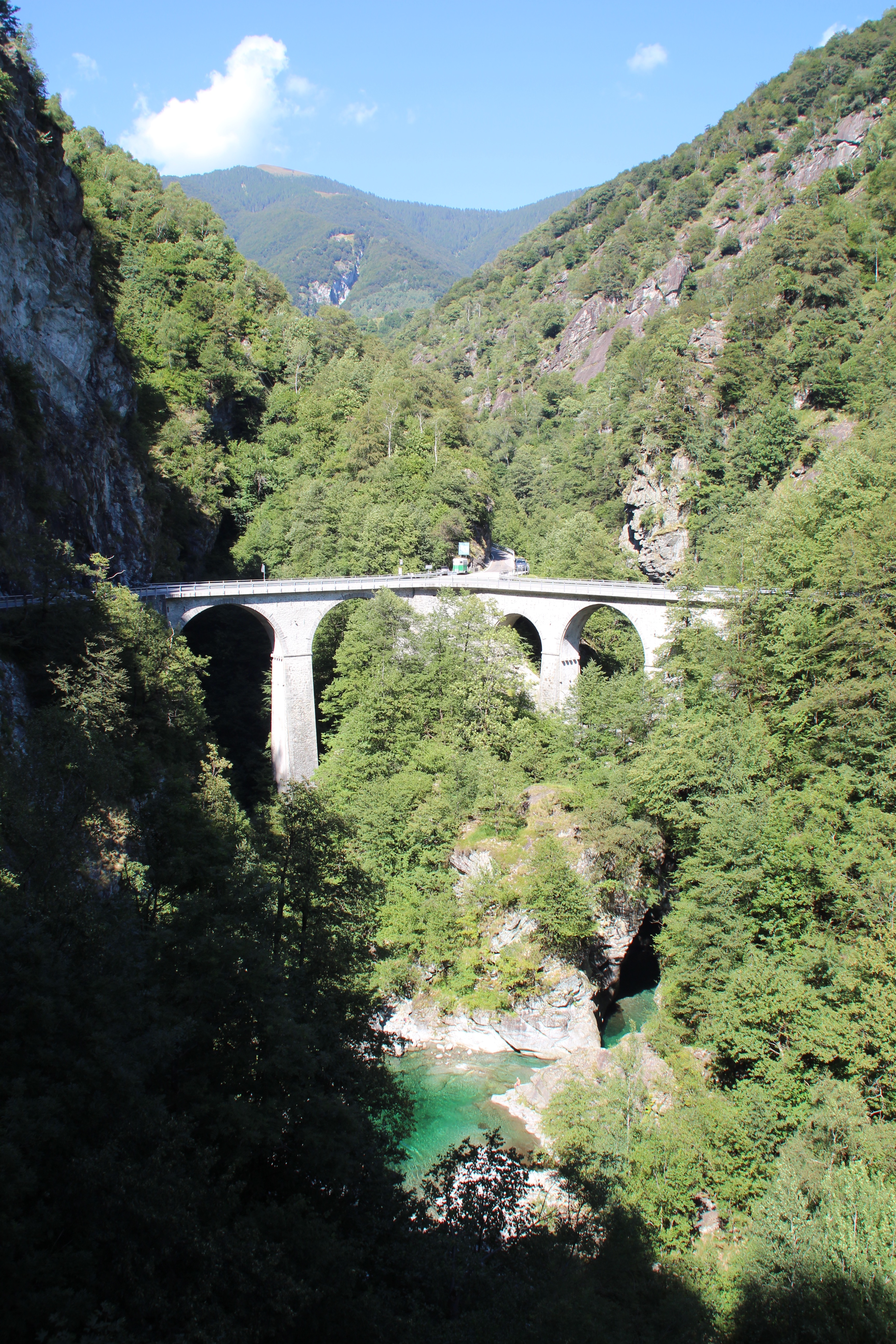

里博河是瑞士的河流，位於該國南部，流經提契諾州，屬於伊索爾諾河的左支流，河道全長14.1公里，流域面積57.3平方公里，河畔城鎮有翁塞爾諾內。